# Zwitsers voetbalelftal in 2006
Het Zwitsers voetbalelftal speelde dertien officiële interlands in het jaar 2006, waaronder vier duels tijdens het WK voetbal 2006 in Duitsland. Bondscoach was Köbi Kuhn, die aantrad in 2001. Op de in 1993 geïntroduceerde FIFA-wereldranglijst steeg Zwitserland in 2006 van de 36ste (januari 2006) naar de 17de plaats (december 2006).

## Balans
| Wedstrijden | Wedstrijden | Wedstrijden | Wedstrijden | Doelpunten | Doelpunten | Doelpunten | Punten |
| Gespeeld    | Winst       | Gelijk      | Verlies     | Voor       | Tegen      | Saldo      | Punten |
| ----------- | ----------- | ----------- | ----------- | ---------- | ---------- | ---------- | ------ |
| 13          | 7           | 4           | 2           | 21         | 8          | +13        | 1.385  |

## Interlands
|                                                              |                  |       |                                                              |                                                                             |
| 1 maart Vriendschappelijk № 655 «onderlinge duels» 20:00 uur | Schotland        | 1 – 3 | Zwitserland                                                  | Hampden Park, Glasgow Toeschouwers: 20.952 Scheidsrechter: Bruno Coué (FRA) |
| 1 maart Vriendschappelijk № 655 «onderlinge duels» 20:00 uur | Kenny Miller 54' |       | 21' Tranquillo Barnetta 41' Daniel Gygax 69' Ricardo Cabanas | Hampden Park, Glasgow Toeschouwers: 20.952 Scheidsrechter: Bruno Coué (FRA) |

|                                                             |                         |       |                |                                                                                |
| 27 mei Vriendschappelijk № 656 «onderlinge duels» 17:30 uur | Zwitserland             | 1 – 1 | Ivoorkust      | St. Jakob-Park, Basel Toeschouwers: 22.000 Scheidsrechter: Mikko Vuorela (FIN) |
| 27 mei Vriendschappelijk № 656 «onderlinge duels» 17:30 uur | Tranquillo Barnetta 32' |       | 47' Emerse Faé | St. Jakob-Park, Basel Toeschouwers: 22.000 Scheidsrechter: Mikko Vuorela (FIN) |

|                                                             |                  |       |                       |                                                                                |
| 31 mei Vriendschappelijk № 657 «onderlinge duels» 20:45 uur | Zwitserland      | 1 – 1 | Italië                | Stade de Genève, Lancy Toeschouwers: 30.000 Scheidsrechter: Peter Sippel (GER) |
| 31 mei Vriendschappelijk № 657 «onderlinge duels» 20:45 uur | Daniel Gygax 32' |       | 11' Alberto Gilardino | Stade de Genève, Lancy Toeschouwers: 30.000 Scheidsrechter: Peter Sippel (GER) |

|                                                             |                                                                                    |       |                     |                                                                        |
| 3 juni Vriendschappelijk № 658 «onderlinge duels» 17:30 uur | Zwitserland                                                                        | 4 – 1 | China               | Hardturm, Zürich Toeschouwers: 16.000 Scheidsrechter: Ian Stokes (IRL) |
| 3 juni Vriendschappelijk № 658 «onderlinge duels» 17:30 uur | Alexander Frei 40' Marco Streller 47' Alexander Frei 49' (pen.) Marco Streller 73' |       | 90+1' Dong Fangzhuo | Hardturm, Zürich Toeschouwers: 16.000 Scheidsrechter: Ian Stokes (IRL) |

| WK voetbal 2006 |
| --------------- |

|                                                                 |           |       |             |                                                                                           |
| 13 juni WK-eindronde Groep G № 659 «onderlinge duels» 18:00 uur | Frankrijk | 0 – 0 | Zwitserland | Mercedes-Benz Arena, Stuttgart Toeschouwers: 52.000 Scheidsrechter: Valentin Ivanov (RUS) |
| 13 juni WK-eindronde Groep G № 659 «onderlinge duels» 18:00 uur | (details) |       |             | Mercedes-Benz Arena, Stuttgart Toeschouwers: 52.000 Scheidsrechter: Valentin Ivanov (RUS) |

|                                                                 |      |           |                                            |                                                                                        |
| 19 juni WK-eindronde Groep G № 660 «onderlinge duels» 15:00 uur | Togo | 0 – 2     | Zwitserland                                | Signal Iduna Park, Dortmund Toeschouwers: 65.000 Scheidsrechter: Carlos Amarilla (PAR) |
| 19 juni WK-eindronde Groep G № 660 «onderlinge duels» 15:00 uur |      | (details) | 16' Alexander Frei 18' Tranquillo Barnetta | Signal Iduna Park, Dortmund Toeschouwers: 65.000 Scheidsrechter: Carlos Amarilla (PAR) |

|                                                                 |                                          |           |            |                                                                                 |
| 23 juni WK-eindronde Groep G № 661 «onderlinge duels» 21:00 uur | Zwitserland                              | 2 – 0     | Zuid-Korea | AWD Arena, Hannover Toeschouwers: 44.652 Scheidsrechter: Horacio Elizondo (ARG) |
| 23 juni WK-eindronde Groep G № 661 «onderlinge duels» 21:00 uur | Philippe Senderos 23' Alexander Frei 77' | (details) |            | AWD Arena, Hannover Toeschouwers: 44.652 Scheidsrechter: Horacio Elizondo (ARG) |

|                                                                        |                                          |           |          |                                                                                         |
| 26 juni WK-eindronde Achtste finale № 662 «onderlinge duels» 21:00 uur | Zwitserland                              | 0 – 0     | Oekraïne | RheinEnergieStadion, Keulen Toeschouwers: 45.000 Scheidsrechter: Benito Archundia (MEX) |
| 26 juni WK-eindronde Achtste finale № 662 «onderlinge duels» 21:00 uur | Philippe Senderos 23' Alexander Frei 77' | (details) |          | RheinEnergieStadion, Keulen Toeschouwers: 45.000 Scheidsrechter: Benito Archundia (MEX) |

|                                                    |     | strafschoppen                                                |  |
| Marco Streller Tranquillo Barnetta Ricardo Cabanas | 0–3 | Andrij Sjevtsjenko Artem Milevsky Serhij Rebrov Oleg Goesjev |  |

|  |  |  |  |  |  |  |  |  |

|                                                                  |               |                                                            |             |                                                                                     |
| 16 augustus Vriendschappelijk № 663 «onderlinge duels» 20:15 uur | Liechtenstein | 0 – 3                                                      | Zwitserland | Rheinpark Stadion, Vaduz Toeschouwers: 4.837 Scheidsrechter: Bernhard Brugger (AUT) |
| 16 augustus Vriendschappelijk № 663 «onderlinge duels» 20:15 uur |               | 11' Alexander Frei 51' Alexander Frei 65' Xavier Margairaz |             | Rheinpark Stadion, Vaduz Toeschouwers: 4.837 Scheidsrechter: Bernhard Brugger (AUT) |

|                                                                  |                    |       |           |                                                                              |
| 2 september Vriendschappelijk № 664 «onderlinge duels» 17:15 uur | Zwitserland        | 1 – 0 | Venezuela | St. Jakob Park, Bazel Toeschouwers: 12.500 Scheidsrechter: Alain Hamer (LUX) |
| 2 september Vriendschappelijk № 664 «onderlinge duels» 17:15 uur | Alexander Frei 86' |       |           | St. Jakob Park, Bazel Toeschouwers: 12.500 Scheidsrechter: Alain Hamer (LUX) |

|                                                                  |                                       |       |            |                                                                                    |
| 6 september Vriendschappelijk № 665 «onderlinge duels» 20:15 uur | Zwitserland                           | 2 – 0 | Costa Rica | Stade de Genève, Genève Toeschouwers: 12.000 Scheidsrechter: Dick van Egmond (NED) |
| 6 september Vriendschappelijk № 665 «onderlinge duels» 20:15 uur | Marco Streller 12' Alexander Frei 39' |       |            | Stade de Genève, Genève Toeschouwers: 12.000 Scheidsrechter: Dick van Egmond (NED) |

|                                                                 |                                         |       |                    |                                                                                   |
| 11 oktober Vriendschappelijk № 666 «onderlinge duels» 20:30 uur | Oostenrijk                              | 2 – 1 | Zwitserland        | Tivoli Neu, Innsbruck Toeschouwers: 11.000 Scheidsrechter: Michael Svendsen (DEN) |
| 11 oktober Vriendschappelijk № 666 «onderlinge duels» 20:30 uur | Roland Linz 24' (pen.) Sanel Kuljic 36' |       | 70' Marco Streller | Tivoli Neu, Innsbruck Toeschouwers: 11.000 Scheidsrechter: Michael Svendsen (DEN) |

|                                                                  |                   |       |                     |                                                                              |
| 15 november Vriendschappelijk № 667 «onderlinge duels» 20:30 uur | Zwitserland       | 1 – 2 | Brazilië            | St. Jakob Park, Bazel Toeschouwers: 39.000 Scheidsrechter: Markus Merk (GER) |
| 15 november Vriendschappelijk № 667 «onderlinge duels» 20:30 uur | Maicon 71' (e.d.) |       | 23' Luisão 35' Kaká | St. Jakob Park, Bazel Toeschouwers: 39.000 Scheidsrechter: Markus Merk (GER) |

## FIFA-wereldranglijst
| JAN | FEB | MAR | APR | MEI | JUN | JUL | AUG | SEP | OKT | NOV | DEC |
| --- | --- | --- | --- | --- | --- | --- | --- | --- | --- | --- | --- |
| 36  | 37  | 35  | 35  | 35  |     | 13  | 13  | 14  | 15  | 17  | 17  |

## Statistieken
| Pascal Zuberbühler   | 1971-01-08 | Neuchâtel Xamax     | 11 | 0 | 0 | 47 | 0  |
| Fabio Coltorti       | 1980-12-03 | Grasshopper Club    | 1  | 4 | 0 | 5  | 0  |
| Diego Benaglio       | 1983-09-08 | CD Nacional         | 1  | 3 | 0 | 4  | 0  |
| Verdediging          |            |                     |    |   |   |    |    |
| Ludovic Magnin       | 1979-04-20 | VfB Stuttgart       | 11 | 0 | 0 | 38 | 2  |
| Philipp Degen        | 1983-02-15 | Borussia Dortmund   | 10 | 2 | 0 |    |    |
| Patrick Müller       | 1976-12-17 | Olympique Lyon      | 10 | 1 | 0 | 73 | 3  |
| Philippe Senderos    | 1985-02-14 | Arsenal             | 7  | 0 | 1 |    |    |
| Johan Djourou        | 1987-01-18 | Arsenal             | 5  | 3 | 0 | 8  | 0  |
| Stéphane Grichting   | 1979-03-30 | AJ Auxerre          | 4  | 5 | 0 | 11 | 0  |
| Christoph Spycher    | 1978-03-30 | Eintracht Frankfurt | 2  | 5 | 0 |    |    |
| Stephan Lichtsteiner | 1984-01-16 | Lille OSC           | 1  | 0 | 0 | 1  | 0  |
| Boris Smiljanić      | 1976-09-28 | FC Basel            | 0  | 1 | 0 | 3  | 0  |
| Steve von Bergen     | 1983-06-10 | FC Zürich           | 0  | 1 | 0 | 1  | 0  |
| Middenveld           |            |                     |    |   |   |    |    |
| Johann Vogel         | 1977-03-08 | Real Betis          | 12 | 0 | 0 |    |    |
| Ricardo Cabanas      | 1979-01-17 | 1. FC Köln          | 11 | 1 | 1 |    |    |
| Tranquillo Barnetta  | 1985-05-22 | Bayer 04 Leverkusen | 10 | 0 | 3 |    |    |
| Raphaël Wicky        | 1977-04-26 | Hamburger SV        | 8  | 3 | 0 |    |    |
| Hakan Yakın          | 1977-02-22 | BSC Young Boys      | 3  | 5 | 0 |    |    |
| Valon Behrami        | 1985-04-19 | Lazio Roma          | 3  | 1 | 0 |    |    |
| Xavier Margairaz     | 1984-01-07 | FC Zürich           | 1  | 5 | 1 |    |    |
| Benjamin Huggel      | 1977-07-07 | Eintracht Frankfurt | 1  | 1 | 0 |    |    |
| Blerim Džemaili      | 1986-04-12 | FC Zürich           | 0  | 5 | 0 |    |    |
| Gökhan İnler         | 1984-06-27 | FC Zürich           | 0  | 3 | 0 |    |    |
| Aanval               |            |                     |    |   |   |    |    |
| Alexander Frei       | 1979-07-15 | Borussia Dortmund   | 11 | 0 | 8 | 53 | 31 |
| Marco Streller       | 1981-06-18 | VfB Stuttgart       | 9  | 2 | 4 |    |    |
| Daniel Gygax         | 1981-08-28 | FC Metz             | 8  | 1 | 2 |    |    |
| Mauro Lustrinelli    | 1976-02-26 | FC Luzern           | 1  | 6 | 0 |    |    |
| David Degen          | 1983-02-15 | Borussia M'gladbach | 1  | 3 | 0 |    |    |
| Johan Vonlanthen     | 1986-02-01 | Red Bull Salzburg   | 1  | 1 | 0 |    |    |
| Alberto Regazzoni    | 1983-05-04 | FC Sion             | 0  | 2 | 0 | 2  | 0  |